# Tsagàtui
Tsagàtui (en rus: Цагатуй) és un poble de la República de Buriàtia, a Rússia, segons el cens del 2020 tenia 662 habitants.